# Mid Devon
Mid Devon est un district non-métropolitain situé dans le comté du Devon, en Angleterre. Son chef-lieu est Tiverton.
Le district comprend également les villes de Bampton, Bradninch, Crediton et Cullompton, ainsi que de nombreux villages et zones rurales environnantes. Une partie du district se trouve dans les Blackdown Hills, une zone d'une beauté naturelle exceptionnelle.

## Histoire
Le district a été formé le 1er avril 1974 en vertu de la loi de 1972 sur le gouvernement local, couvrant la superficie de quatre anciens districts qui ont tous été abolis en même temps :
- District rural de Crediton
- District urbain de Crediton
- Arrondissement municipal de Tiverton
- District rural de Tiverton

Le nouveau district s'appelait initialement Tiverton, du nom de sa plus grande ville. Il a été rebaptisé Mid Devon avec effet au 6 février 1978 par une résolution du conseil de district.

## Gouvernance
Le conseil de district du Mid Devon fournit des services au niveau du district. Les services au niveau du comté sont fournis par le Conseil du comté de Devon. L'ensemble du district est également couvert par des paroisses civiles, qui forment un troisième niveau de gouvernement local.